# Ouchamps
Ouchamps ist eine Ortschaft und eine Commune déléguée in der französischen Gemeinde Le Controis-en-Sologne mit 734 Einwohnern (Stand 1. Januar 2022) im Département Loir-et-Cher in der Region Centre-Val de Loire.
Die Gemeinde Ouchamps wurde am 1. Januar 2019 mit Thenay, Fougères-sur-Bièvre, Feings und Contres zur Commune nouvelle Le Controis-en-Sologne zusammengeschlossen. Sie gehörte zum Arrondissement Romorantin-Lanthenay und zum Kanton Blois-3

## Bevölkerungsentwicklung
| Jahr      | 1962 | 1968 | 1975 | 1982 | 1990 | 1999 | 2007 | 2017 |
| Einwohner | 539  | 509  | 418  | 565  | 648  | 803  | 811  | 719  |

## Sehenswürdigkeiten

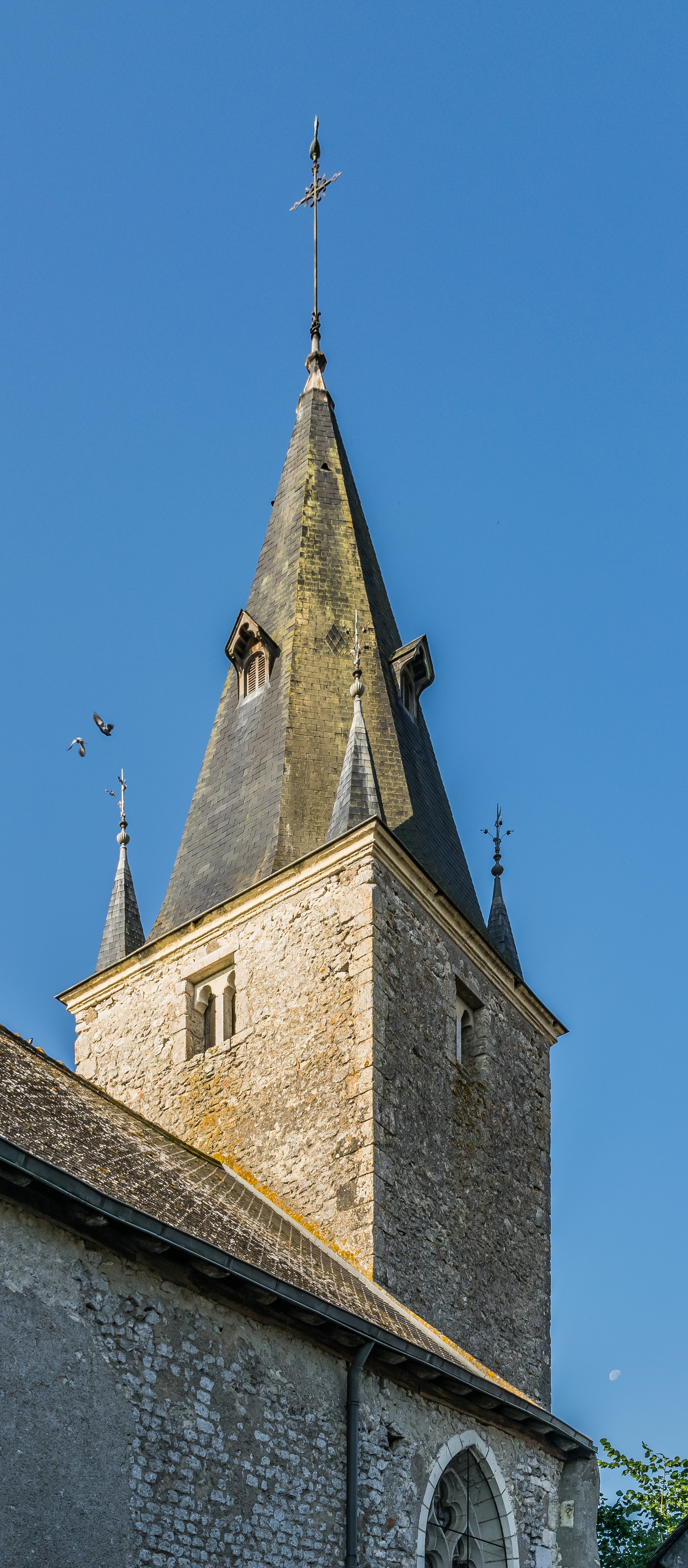
Turm der Kirche Saint-Pierre

- Kirche Saint-Pierre